# País Maratha Meridional
El País Maratha Meridional o del Sud (Southern Maratha Country, o Bombay Carnatic) era la part del país canarès que formava part de la presidència de Bombai. El formaven els districtes de:
- Districte de Belgaum
- Districte de Bijapur
- Districte de Dharwar
- Districte de North Kanara

I els estats natius del grup anomenat Jagirs Marathes Meridionals integrats a l'agència de Kolhapur i dels Estats Marathes Meridionals.
La superfície era de 13.142 km² i la població de 370.265 habitants el 1901.
A partir del segle xi es van establir diversos principats locals dels quals els principals foren els kadambes de Goa i els hangals i rattes de Saundatti. Aquests petits prínceps van subsistir sota l'imperi de Vijayanagar (1336-1565); al segle xvi els sultans de Bijapur van començar a conquerir el país però els seus progressos van topar amb els marathes que van expulsar els governadors designats per Bijapur.